# Обі-Рахмат
Обі-Рахма́т (тадж. Обі - "вода" + узб. Рахмат - "благодать") — грот, археологічний пам'ятник в Бостанлицькому районі Ташкентської області у Узбекистані.

## Історія відкриття
Грот Обі-Рахмат у долині річки Пальтау було відкрито ще 1962 року, коли проводилася археологічна розвідка перед будівництвом Чарвацького водосховища. Передбачуваний вік знахідки не менше 50000 років. Під час виявлення пам'ятника в експонованому стані було знайдено 500 кам'яних виробів.
Грот є великою округлу нішу, звернену на південь. Ширина в частині при вході 20 м, глибина 9, максимальна висота склепіння 11, 8 м. Товща пухкого заповнення грота підрозділяється на 22 стратиграфічних шари загальною потужністю близько 10 м.
При розкопках застосовувався комплексний підхід, що включав вивчення відкладень гроту із застосуванням методів стратиграфії; седиментології; археозоології; петрографії; палінології. В результаті, максимально можливою мірою були визначені екологічні умови на момент функціонування гроту як палеолітична стоянка, процеси поховання пухких відкладень, визначений функціональний тип пам'ятника (мисливський табір, що постійно відвідується). Також були застосовані методи абсолютного датування: радіовуглецевий, торієво-урановий, ЕПР, ОСЛ. В результаті було визначено, що відкладення гроту накопичувалося в період від 80 до 40 тисяч років до нашої ери.
В околицях селища Обі-Рахмат (Аурахмат) у 2003 році на березі річки Пальтау (права притока Чаткалу) у гроті Обі-Рахмат (41°34"08,8" пн.ш., 70°08"00,3" ст. д.) середньопалеолітичному шарі було знайдено декілька зубів і безліч фрагментів черепа хлопчика 9—12 років, схожого на неандертальця та на кроманьйонця. Вік останків — не менше 50 тисяч років. Датування шару 14.1 радіовуглецевим методом — близько 52–54 тис. років (дату відкалібровано за шкалою японського озера Суйгецу). Датування 16 шару з людськими останками методом електронного парамагнітного резонансу дало оцінку віку бл. 74 тис. років, датування методом уранових рядів для 16 шару дало вік 109,2 ± 1,6 тис. років.
До відкриття грота Обі-Рахмат, знахідка 1938 року в гроті Тешик-Таш останків неандертальського хлопчика вважалася східним кордоном поширення неандертальців.

## Фауна та флора, знайдені у гроті
Тварини, представлені в гроті Обі-Рахмат - хижаки котячої породи, золотий шакал, толайський заєць, сурок, полівка, великі птахи, їжатець, печерний лев, гірський козел (47% від усієї маси кісток) благородний олень (17, 1 маси кісток), сарна. Також слід зазначити відсутність на Обі-Рахмат кісткових залишків таких тварин як кінь, черепаха, вовк, гієна, ведмідь. На основі аналізу кісткових залишків, знайдених у гроті Обі-Рахмат, вчені-біологи зробили дуже цікавий висновок, що стоянка періодично відвідувалася стародавніми людьми, які переслідують мігруючі стада гірських козлів та благородних оленів. Пам'ятник, розташований відносно низько, на крутому, зверненому на південь схилі, є ідеальним місцем для полювання на ці види тварин в осінній та зимовий періоди.
Рослини, зазначені в давній період, за результатами аналізу пилку рослин (палінологічний аналіз) - гречані, цирконієві, гвоздикові, смолівки, бобові, парасолькові, коноплеві, лілейні культури. Чагарники — кучерявка, тамариск, терескен, шипшина, крихтник, козелець, барбарис, лох, солянки. Дерева — клен, берези, волоський горіх, граб, фісташка, хмелеграб, сосна, ялина, ялиця.